# Толон (Арголида)
Толо́н (греч. Τολόν) — село в Греции на полуострове Пелопоннес. Административно относится к общине Нафплион в периферийной единице Арголида в периферии Пелопоннес. Расположено на высоте 13 м над уровнем моря, на полуострове Пелопоннес, на побережье бухты Толон залива Арголикос Эгейского моря. Население 1618 человек по переписи 2011 года.

## История
Бухта Толон впервые упоминается Гомером в списке кораблей (вторая глава Илиады), поскольку корабли из Асины участвовали в Троянской войне. В последующие века бухта Толон в разное время служила убежищем для боевых кораблей, а затем в византийский период был возрожден в качестве вспомогательного порта Нафплиона.
После четвёртого крестового похода и падения Константинополя в 1204 году, вместе с остальной частью Пелопоннеса, эта территория находилась под властью франков до 1389 года, когда она была захвачена венецианцами, а в 1540 году — османами. В 1680-х годах, во время Морейской войны и союза между венецианцами, немцами и поляками против Османской империи, начальник союзных войск, вице-адмирал Франческо Морозини получил приказ захватить столицу Пелопоннеса, Нафплион. Тогда бухта Толон была выбрана в качестве подходящей базы для его экспедиции. После успеха этой экспедиции и вплоть до 1715 года, когда этот район вновь заняли турки, Толон использовался как вспомогательная военно-морская база венецианского флота.
Памятником этого времени является небольшая церковь Живоносного Источника, построенная в 1688 году, и руины крепости на острове Даскальо в бухте Толон. На острове Ромби также находятся укрепления, развалины домов и водохранилища.
После образования независимого Королевства Греция в 1834 году королевским указом Толон стал административным центром общины Миноа (Δήμος Μινώας) в честь Миноса, легендарного короля Крита. После освобождения Крита оставшиеся в этом районе беженцы образовали рыбацкую деревню. В 1912 году (ΦΕΚ 262Α) создано создано сообщество Толон (Κοινότητα Τολού).
С середины XX века летний курорт.

## Достопримечательности
В километре к востоку от Толона расположены руины древней Асины.

## Транспорт
Существует регулярное автобусное сообщение (КТЕЛ) с Нафплионом.

## Сообщество
Сообщество Толон (Κοινότητα Τολού) создано в 1912 году (ΦΕΚ 262Α). В сообщество входит село Айос-Андониос, а также острова Даскальо и Корониси. Население 1494 человека по переписи 2011 года. Площадь 23,555 км².
| Наименование      | Население (2011), человек |
| ----------------- | ------------------------- |
| Айос-Андониос     | 34                        |
| Даскальо (остров) | 0                         |
| Корониси (остров) | 0                         |
| Толон             | 1460                      |

## Население
| Год  | Население, человек |
| ---- | ------------------ |
| 1991 | 1131               |
| 2001 | 1574               |
| 2011 | ↘ 1460             |